# COVID-19-Pandemie in El Salvador

Lage von El Salvador

Die COVID-19-Pandemie in El Salvador tritt als regionales Teilgeschehen des weltweiten Ausbruchs der Atemwegserkrankung COVID-19 auf und beruht auf Infektionen mit dem Ende 2019 neu aufgetretenen Virus SARS-CoV-2 aus der Familie der Coronaviren. Die COVID-19-Pandemie breitet sich seit Dezember 2019 von China ausgehend aus. Ab dem 11. März 2020 stufte die Weltgesundheitsorganisation (WHO) das Ausbruchsgeschehen des neuartigen Coronavirus als Pandemie ein.

## Situation
Erste Maßnahmen gegen die COVID-19-Pandemie wurden in El Salvador am 11. März 2020 über das gesamte Land verhängt. El Salvador ist ein kleiner Staat mit knapp 6,5 Millionen Einwohnern (2020), der im Süden an den Pazifik, im Nordwesten an Guatemala, im Nordosten an Honduras grenzt. El Salvador hat wegen der drohenden COVID-19-Pandemie einen totalen Lockdown beschlossen, der das Verlassen von Häusern und Wohnungen strikt untersagt. Mit dieser Maßnahme kam es bis 5. Mai 2020 zu 2394 Verhaftungen und zum gleichen Zeitpunkt waren in El Salvator 587 COVID-19 erkrankte, 13 tote und 203 gesundete Personen gemeldet worden.

## Maßnahmen

### Politik
Bereits am 26. Februar 2020 wurde durch die Presse bekannt, dass in El Salvador ein Einreiseverbot über Staatsangehörige aus Italien und Südkorea verhängt hatte.
El Salvador verhängte am 11. März 2020 eine Einreisesperre über alle Ausländer, außer für Ausländer mit Aufenthaltserlaubnis und einreisende Diplomaten, die sich allerdings bei Einreise einer 30-tägigen Quarantäne unterziehen müssen. Der internationale Flughafen San Salvador ist seit dem 18. März geschlossen, ausgenommen sind humanitäre und Frachtflüge. Diese Einschränkungen gelten in gleicher Weise auch für alle Übertritte an den Landesgrenzen.
Der Präsident von El Salvador Nayib Bukele ordnete am 21. März 2020 über ein nationales Gesetz einen totalen Lockdown an, durch den es allen Bürgern El Salvadors untersagt wurde ihre Häuser und Wohnungen zu verlassen. Diese Maßnahme sollte vorerst bis zum 28. April gelten. Die Ausbreitung des Virus COVID-19 sollte verhindert werden, doch führte die Einschränkung der Bewegungsfreiheit bei Nichtbeachtung zu zahlreichen Verhaftungen und Zwangsinternierungen durch staatliche Organe.
Mit einem einstimmigen Beschluss erklärte der Oberste Gerichtshof von El Salvador das von der Gesetzgebenden Versammlung des Landes erlassene Gesetz für gesetzeswidrig. Daraufhin gab Präsident Bukele am 15. April auf Twitter bekannt, dass er sich nicht an das Urteil halten werde.
Am 19. April hatte es auf den Straßen von El Salvador 22 Morde gegeben, daher hatte Präsident Bukele harte Maßnahmen gefordert. Da er die Anführer hinter den Morden in den Gefängnissen vermutete, ließ er sie in Einzelhaft verlegen, dabei achteten die Wärter auf keinerlei COVID-19-Schutzmaßnahmen als sie Häftlinge zunächst Kopf an Kopf in einem Raum hinter Gitter zusammentrieben.

### Wirtschaft
Bukele kündigt mit dem Lockdown an, dass die Bevölkerung drei Monate lang kostenlos Wasser, Strom und kostenlose Internetnutzung erhalten werde, darüber hinaus sollte, wegen der Einkommensausfälle, in diesem Zeitraum jede Person eine Bonuszahlung im Wert von 300 US-Dollar erhalten. Da die gesetzgebende Versammlung seinen Gesetzesvorschlägen lediglich teilweise folgte, drängte er auf Twitter der Abgeordneten sich vor dem Beginn eines „Dritten Weltkriegs“ zu beeilen.

### Impfung
El Salvador ist eines der führenden Länder in Zentralamerika, was die Impfung gegen Covid-19 angeht. Mit Stand vom 21. Juni 2021 waren 15,11 Personen pro 100 Einwohner vollständig geimpft. Der gesamte Impfstoffvorrat El Salvadors beträgt 4 Millionen Dosen, die 30,8 % der salvadorianischen Bevölkerung abdecken (Mai 2021). Bislang wurden 417.000 Dosen über den COVAX-Mechanismus geliefert, eine globale Initiative, die den gerechten Zugang zu Covid-19-Impfstoffen zum Ziel hat. Darüber hinaus hatte El Salvador 150.000 Dosen des von China gespendeten Impfstoffs CoronaVac erhalten, zusammen mit zwei Millionen Dosen, die der Staat selbst gekauft hatte. Der salvadorianische Präsident Nayib Bukele spendete Tausende von Impfdosen an mehrere honduranische Gemeinden. Damit reagierte er auf Anfragen, die honduranische Bürgermeister in sozialen Medien gepostet hatten. 

## Statistik
Die Fallzahlen entwickelten sich während der COVID-19-Pandemie in El Salvador wie folgt:

### Infektionen

Bestätigte Infizierte in El Salvador nach Daten der WHO. Oben kumuliert, unten Tageswerte

### Todesfälle

Bestätigte Todesfälle in El Salvador nach Daten der WHO. Oben kumuliert, unten Tageswerte